# Contracció dels lantànids
La contracció dels lantànids és la disminució més gran del que s'esperava dels radis atòmics i iònics dels elements de la sèrie dels lantànids, d'esquerra a dreta. És causada pel mal efecte de blindatge de la càrrega nuclear pels electrons 4f juntament amb la tendència periòdica esperada d'augmentar l'electronegativitat i la càrrega nuclear en moure's d'esquerra a dreta. Al voltant del 10% de la contracció dels lantànids s'ha atribuït a efectes relativistes.
Es pot observar una disminució dels radis atòmics a través dels elements 4f des del nombre atòmic 57, lantà, fins al 70, iterbi. Això resulta en radis atòmics i radis iònics més petits del que s'esperava per als elements de bloc d posteriors que comencen amb 71, luteci. Aquest efecte fa que els radis dels metalls de transició del grup 5 i 6 es tornin inusualment similars, ja que l'augment esperat del radi que baixa un període gairebé es cancel·la per la inserció del bloc f i té moltes altres conseqüències de gran abast en els elements post-lantànids.
La disminució dels radis iònics (Ln3+) és molt més uniforme en comparació amb la disminució dels radis atòmics.
| Element | Configuració electró atòmic (tot comença [Xe]) | Configuració electró Ln3+ | Ln3+ radi(pm) (6-coordinades) |
| ------- | ---------------------------------------------- | ------------------------- | ----------------------------- |
| La      | 5d16s2                                         | 4f0                       | 103                           |
| Ce      | 4f15d16s2                                      | 4f1                       | 102                           |
| Pr      | 4f36s2                                         | 4f2                       | 99                            |
| Nd      | 4f46s2                                         | 4f3                       | 98.3                          |
| Pm      | 4f56s2                                         | 4f4                       | 97                            |
| Sm      | 4f66s2                                         | 4f5                       | 95.8                          |
| Eu      | 4f76s2                                         | 4f6                       | 94.7                          |
| Gd      | 4f75d16s2                                      | 4f7                       | 93.8                          |
| Tb      | 4f96s2                                         | 4f8                       | 92.3                          |
| Dy      | 4f106s2                                        | 4f9                       | 91.2                          |
| Ho      | 4f116s2                                        | 4f10                      | 90.1                          |
| Er      | 4f126s2                                        | 4f11                      | 89                            |
| Tm      | 4f136s2                                        | 4f12                      | 88                            |
| Yb      | 4f146s2                                        | 4f13                      | 86.8                          |
| Lu      | 4f145d16s2                                     | 4f14                      | 86.1                          |

El terme va ser encunyat pel geoquímic noruec Victor Goldschmidt a la seva sèrie "Geochemische Verteilungsgesetze der Elemente" (Lleis de distribució geoquímica dels elements).

## Causa
L'efecte resulta d'un mal blindatge de la càrrega nuclear (força d'atracció nuclear sobre els electrons) per electrons 4f; els electrons 6s són atrets cap al nucli, donant lloc a un radi atòmic més petit.
En els àtoms d'un sol electró, la separació mitjana d'un electró del nucli ve determinada per la subcapa a la qual pertany, i disminueix amb l'augment de la càrrega del nucli; això, al seu torn, condueix a una disminució del radi atòmic. En els àtoms multielectrònics, la disminució del radi provocada per un augment de la càrrega nuclear es compensa parcialment per l'augment de la repulsió electroestàtica entre els electrons.
En particular, funciona un "efecte de blindatge": és a dir, a mesura que s'afegeixen electrons a les capes exteriors, els electrons ja presents protegeixen els electrons exteriors de la càrrega nuclear, fent-los experimentar una càrrega efectiva més baixa al nucli. L'efecte de blindatge exercit pels electrons interiors disminueix en l'ordre s > p > d > f.
Aquest efecte és especialment pronunciat en el cas dels lantànids, ja que la subcapa 4 f que s'omple a través d'aquests elements no és gaire eficaç per protegir els electrons de la capa exterior (n=5 i n=6). Així, l'efecte de blindatge és menys capaç de contrarestar la disminució del radi causada per l'augment de la càrrega nuclear. Això condueix a la "contracció dels lantànids". El radi iònic baixa de 103 pm per al lantà (III) a 86,1 pm per al luteci (III).
Al voltant del 10% de la contracció dels lantànids s'ha atribuït a efectes relativistes. La contracció dels lantànids es va observar experimentalment en solucions aquoses de lantànids, inclòs el prometi radioactiu, mitjançant mesures d'espectroscòpia d'absorció de raigs X.

## Efectes
Els resultats de l'augment de l'atracció dels electrons de la capa externa durant el període de lantànids es poden dividir en efectes sobre la pròpia sèrie de lantànids, inclosa la disminució dels radis iònics i influències en els elements següents o post-lantànids.

### Propietats dels lantànids
Els radis iònics dels lantànids disminueixen de 103pm (La3+) a 86pm (Lu3+) a la sèrie de lantànids, s'afegeixen electrons a la capa 4f. Aquesta primera capa f es troba dins de la capa completa 5s i 5p (així com la capa 6s de l'àtom neutre); la capa 4f està ben localitzada a prop del nucli atòmic i té poc efecte sobre l'enllaç químic. Tanmateix, la disminució dels radis atòmics i iònics afecta la seva química. Sense la contracció dels lantànids, una separació química dels lantànids seria extremadament difícil. Tanmateix, aquesta contracció fa que la separació química dels metalls de transició del període 5 i del període 6 del mateix grup sigui bastant difícil. Fins i tot quan la massa d'un nucli atòmic és la mateixa, una disminució del volum atòmic té un augment corresponent de la densitat, tal com ho il·lustren els cristalls alfa de ceri (a 77 Kelvin) i els cristalls gamma de ceri (prop de la temperatura ambient) on el volum atòmic del segon és el 120,3% del primer i el primer és el 5% del segon. 20,696 vs 17,2 i 8,16 vs 6,770, respectivament).
Com era d'esperar, quan s'empaqueta més massa (protons i neutrons) en un espai que està subjecte a "contracció", la densitat augmenta de manera coherent amb el nombre atòmic dels lantànids (excepte el 2n, 7è i 14è atípic) que culmina amb que el valor de l'últim lantànid (Lu) sigui el 160% del primer lantànid (La). Els punts de fusió (en Kelvin) també augmenten constantment en aquests 12 lantànids, culminant amb el valor de l'últim que és el 161% del primer. Aquesta associació densitat-punt de fusió no depèn només d'una comparació entre aquests dos lantànids perquè el coeficient de correlació (producte-moment de Pearson) per a la densitat i el punt de fusió d'aquests 12 lantànids és de 0,982 i 0,946 per als 15 lantànids. Hi ha una tendència general a augmentar la duresa Vickers, la duresa Brinell, la densitat i el punt de fusió des del lantà fins al luteci (amb l'europi i l'iterbi són les excepcions més notables; en estat metàl·lic, són divalents en lloc de trivalents). El ceri, juntament amb l'europi i l'itterbi, són atípics quan es comparen les seves propietats amb els altres 12 lantànids, com ho demostren els valors clarament inferiors (que qualsevol dels elements adjacents) per als punts de fusió (menys >10<43%), la duresa de Vickers (menor en >32<82%) i les densitats (menys en >32<82%) i les densitats (inferior en >2% quan la 10% vs lantà). Les densitats més baixes d'europi i iterbi (que els seus lantànids adjacents) s'associen amb volums atòmics més grans al 148% i al 128% del volum mitjà dels 12 lantànids típics (és a dir, 28,979, 25,067 i 19,629 cm3/mol, respectivament).

### Magnetisme dels lantànids
S'ha demostrat que la contracció dels lantànids juga un paper crucial a l'hora de determinar el diagrama de fases magnètics dels elements pesats de terres rares, és a dir, els del gadolinio en endavant.

### Influència en els post-lantànids
Els elements que segueixen els lantànids a la taula periòdica estan influenciats per la contracció dels lantànids. Quan els tres primers elements post-lantànids (Hf, Ta i W) es combinen amb els 12 lantànids, el coeficient de correlació de Pearson augmenta de 0,982 a 0,997. De mitjana per als 12 lantànids, el punt de fusió (a l'escala Kelvin) = 1,92x la densitat (en g/cm ^ 3) mentre que els tres elements que segueixen els lantànids tenen valors similars a 188x, 197x i 192x abans que les densitats continuïn augmentant, però els punts de fusió disminueixen per als dos elements següents (a continuació decreixen la taxa de 28). elements. L'hafni és més aviat únic perquè no només la densitat i la temperatura de pf canvien proporcionalment (en relació amb el luteci, l'últim lantànid) al 135% i el 130%, sinó també la temperatura pb al 133%. Els elements amb 2, 3 i 4 electrons a la capa 5d (post-lantànids Hf, Ta, W) tenen valors de pb creixents de manera que el valor de pb per a W (wolfram, també conegut com tungstè) és del 169% del de l'element amb un electró 5d (Lu). L'alt punt de fusió i dues propietats més del tungstè s'originen a partir dels forts enllaços covalents formats entre els àtoms de tungstè pels electrons 5d. Els elements amb 5 a 10 electrons a la capa 5d (Re a Hg) tenen valors de pb progressivament més baixos, de manera que l'element amb deu electrons 5d (Hg) té un valor de pb al 52% del tungstè (amb quatre electrons 5d).